# R-3坦克
R-3坦克是一羅馬尼亞計劃用於中二戰的坦克計劃。它基本可以說是捷克斯洛伐克的S-II-c原型車（這款坦克在1939年後被稱爲T-21坦克）的一種衍生型。但因爲政治原因以及斯柯達工廠、羅馬尼亞的工業生產力薄弱，這款坦克最終沒能投入量產。

## 歷史
1940年，因爲本國裝甲兵裝甲老舊，羅馬尼亞軍方決定找一款合適的中型坦克購入。他們最初選中了捷克斯洛伐克的S-II-c。這款坦克是當時羅馬尼亞軍中大量裝備的LT-35坦克的衍生型。但是羅馬尼亞方面在與納粹德國磋商後，納粹德國考慮到羅馬尼亞當時還未正式加入軸心國，故卻拒絕將之提供給羅馬尼亞。1年後的1941年，羅馬尼亞又向斯柯達工廠訂購了287輛R-3坦克（S-II-c的改進型）。但是，最後德國人僅僅向羅馬尼亞交付了26輛破舊的LT-35戰車。在屢次受挫後，羅馬尼亞專爲自主研發中型坦克。但因爲羅馬尼亞工業實力不足，最後自主研發中型坦克的計劃也被取消了。

## 腳註
1. ↑   Axworthy 1995, p. 37
2. ↑   Axworthy 1995, p. 219
3. ↑  .   [2014-08-18]. （原始内容存档于2013-09-27）.